# Хренов (Ровненская область)
Хренов (укр. Хрінів) — село в Острожской городской общине Ровненского района Ровненской области Украины.
До 2020 года входило в Острожский район.
Население по переписи 2001 года составляло 181 человек. Почтовый индекс — 35810. Телефонный код — 3654. Код КОАТУУ — 5624287602.